# Los Niños del Barrio Rojo
Born into Brothels: Calcutta's Red Light Kids (en Hispanoamérica, Los Niños del Barrio Rojo) es un documental estadounidense sobre los hijos de las prostitutas en el distrito del barrio rojo .Fue dirigido por Zana Briski y Ross Kauffman, objeto de elogios y reconocido con el premio Oscar al Mejor Documental Largo en 2005.
El filme muestra la aventura de la fotógrafa inglesa Zana Briski en el barrio rojo de Calcuta, India. Allí conoce a un grupo de niños, hijos de las prostitutas que trabajan en ese sector. Briski simpatiza con ellos y les enseña fotografía, les regala cámaras y les invita a representar su cotidianidad y circunstancias mediante esta técnica. Esta visión tan cercana a la realidad de vivir entre prostitución y precariedad supuso una mejora de calidad en la vida de los protagonistas. Luego organiza una exposición artística con las mejores imágenes tomadas por los niños. Posteriormente, intenta sacar a los chicos de la pobreza en que viven y llevarlos a una escuela. 

## Producción
Briski, una fotógrafa documental, fue a Calcuta con la intención de fotografiar a las prostitutas. Partiendo por la línea de la fotografía colaborativa, instruyó a los pequeños para poder atestiguar una realidad inaccesible para un forastero. . Les dio cámaras a los niños para tratar de ayudar a mejorar sus vidas y que pudieran aprender fotografía. Los trabajos de los niños son utilizados a lo largo de la narración. En el documental se muestran las clases, diálogos sobre fotografía y el día a día de los infantes. Al final del curso, las fotos fueron expuestas y uno de los niños fue enviado a una conferencia fotográfica en Ámsterdam. También, en el documental, se ven los esfuerzos de Briski por encontrar escuela para esos niños y paliar la crudeza de nacer en el seno de la lucha por sobrevivir.

## Críticas
Durbar Mahila Samanwaya Committee, una organización activa para las prostitutas en Sonagachi, ha lanzado fuertes críticas a la película, acusándola de menguar el reconocimiento al esfuerzo de estas madres trabajadoras en la prostitución y tachándolas de abusivas y negligentes. 
Los realizadores indican que la vida de los niños que aparecen en "Los niños del Barrio rojo" ha sido transformada por el dinero ganado con la venta de las fotos y los libros. Ross Kauffman, codirector del documental, dice que la cantidad ganada es de unos $100,000 (unos Rs 4.5 millones), lo cual pagará su educación en una escuela en la india para hijos de prostitutas. Briski ha creado una Organización sin Ánimo de Lucro para continuar este tipo de trabajo en otros países, llamada Kids with Cameras (Niños con Cámaras).
Sin embargo, Partha Banerjee, quien trabajó en el film como intérprete, ha expresado su opinión en una carta en febrero de 2005 para la Academy of Motion Picture Arts and Sciences, en la que decía que muchos de ellos habían terminado en peores circunstancias que antes de involucrarse en la fotografía. Las críticas argumentaban que sus vidas y sus circunstancias familiares eran demasiado complejascomo para ser cambiadas con sólo educar a uno de los miembros de la familia, o por el mero hecho de enviarlos a un centro escolar. La mayoría de los niños que fueron a la escuela tras el documental terminaron regresando con sus familias al poco tiempo. 
En noviembre de 2006, Kids with Cameras informó de mejoras en las condiciones de vida de los chicos, indicando que habían entrado en institutos y universidades de la India y los Estados Unidos, o que habían encontrado trabajo fuera de la prostitución.
El Comité Durbar Mahila Samanwaya, la organización de prostitutas de Sonagachi ha criticado el uso de cámaras ocultas en su realización, mostrando que los padres de estos niños los tienen descuidados. Ignorando los esfuerzos de los movimientos de las prostitutas en su lucha por los derechos de las trabajadoras sexuales y su dignidad.

## Premios
- Premio Óscar de 2004 al mejor largometraje documental
- Premio de la Audiencia en el Festival Internacional de Cine de las Bermudas de 2004
- Premio al Mejor Documental del Festival Internacional de Cine de las Bermudas de 2004
- Premio a la Mejor Película del Festival Internacional de Cine de Cleveland de 2004
- Premio de la Audiencia en el Full Frame Documentary Film Festival de 2004
- Premio al Mejor Documental del National Board of Review de 2004
- Golden Space Needle (mejor película) del Festival Internacional de Cine de Seattle de 2004
- Premio de la Audiencia al Mejor Documental del Festival de Cine de Sundance de 2004

## Nominaciones
- Directors Guild of America 2005 DGA Award for Outstanding Directorial Achievement in Documentary - Briski, Kauffman
- 2005 Golden Satellite Award for Best Motion Picture - Documentary
- 2004 International Documentary Association Award for Feature Documentaries - Briski, Kauffman, Dreyfous-White, Boll
- 2004 Los Angeles Film Critics Association Award for Best Documentary/Non-Fiction Film
- 2004 Sundance Film Festival Grand Jury Prize - Documentary - Kauffman, Briski